# Пори року (фільм)
«Пори року» — драматична стрічка Нурі Більге Джейлана. Фільм отримав номінацію на Золоту пальмову гілку, а також виграв Приз ФІПРЕССІ Каннського кінофестивалю.

## Сюжет
Іса на відпочинку з Бахар пропонує тимчасово припинити стосунки. Він повертається до роботи в Стамбул: викладає в університеті та працює над дисертацією. Згодом Іса зустрічає Серапу та Мехмета в книжковій крамниці. Дізнавшись, що чоловік від'їжджає, він навідується до жінки додому. Серапа зраджує Мехмету з Ісою.
Взимку Іса їде на відпочинок у засніжений район Туреччини, де зустрічає Бахар. Він намагається безуспішно повернути її. Увечері жінка приходить до колишнього коханого в готель, але після ночі він сам відлітає.

## У ролях
| Актор               | Персонаж | Роль                   |
| ------------------- | -------- | ---------------------- |
| Ебру Джейлан        | Бахар    | подружка Бахара        |
| Нурі Більге Джейлан | Іса      | викладач               |
| Назан Кесал         | Серап    | дружина Мехмета        |
| Мехмет Эрйілмаз     | Мехмет   | приятель Бахара та Іси |

## Створення фільму

### Виробництво
Зйомки фільму проходили в Туреччині.

### Знімальна група
- Кінорежисер — Нурі Більге Джейлан
- Сценаристи — Нурі Більге Джейлан
- Кінооператор — Гекхан Тир'яки
- Кіномонтаж — Нурі Більге Джейлан, Айхан Ергурзель[2].

## Сприйняття

### Критика
Фільм отримав позитивні відгуки. На сайті Rotten Tomatoes оцінка фільму становить 73 % на основі 66 відгуків від критиків (середня оцінка 6,9/10) і 74 % від глядачів із середньою оцінкою 3,7/5 (3 852 голоів). Фільму зарахований «стиглий помідор» від кінокритиків та «попкорн» від глядачів, Internet Movie Database — 7,3/10 (8 659 голосів), Metacritic — 72/100 (25 відгуків критиків) і 7,9/10 від глядачів (11 голосів).

### Номінації та нагороди
| Нагороди та номінації фільму «Пори року» | Нагороди та номінації фільму «Пори року»          | Нагороди та номінації фільму «Пори року» | Нагороди та номінації фільму «Пори року» | Нагороди та номінації фільму «Пори року» | Нагороди та номінації фільму «Пори року» |
| Рік                                      | Кінофестиваль/кінопремія                          | Категорія/нагорода                       | Номінант                                 | Результат                                |                                          |
| ---------------------------------------- | ------------------------------------------------- | ---------------------------------------- | ---------------------------------------- | ---------------------------------------- | ---------------------------------------- |
| 2006                                     | Антальський міжнародний кінофестиваль             | Найкращий режисер                        | Нурі Більге Джейлан                      | Перемога                                 |                                          |
| 2006                                     | Антальський міжнародний кінофестиваль             | Найкращий монтаж                         | Айхан Ергурзель                          | Перемога                                 |                                          |
| 2006                                     | Антальський міжнародний кінофестиваль             | Найкращий звук                           | Ісмаїл Карадас                           | Перемога                                 |                                          |
| 2006                                     | Антальський міжнародний кінофестиваль             | Найкраща акторка другого плану           | Назан Кесал                              | Перемога                                 |                                          |
| 2006                                     | Каннський кінофестиваль                           | Приз ФІПРЕССІ                            | Нурі Більге Джейлан                      | Перемога                                 |                                          |
| 2006                                     | Каннський кінофестиваль                           | Золота пальмова гілка                    | Нурі Більге Джейлан                      | Номінація                                |                                          |
| 2006                                     | Міжнародний кінофестиваль у Чикаго                | Найкращий художній фільм                 | Нурі Більге Джейлан                      | Номінація                                |                                          |
| 2006                                     | Міжнародний кінофестиваль «Cinemanila»            | Міжнародне змагання                      | Нурі Більге Джейлан                      | Номінація                                |                                          |
| 2006                                     | Indiewire Critics' Poll                           | Найкраща робота оператора                | Гекхан Тир'яки                           | 5-е місце                                |                                          |
| 2006                                     | Кінофестиваль «Фільми Півдня»                     | Приз ФІПРЕССІ                            | Нурі Більге Джейлан                      | Перемога                                 |                                          |
| 2006                                     | Талліннський кінофестиваль «Темні ночі»           | Особлива згадка                          | Нурі Більге Джейлан                      | Перемога                                 |                                          |
| 2006                                     | Талліннський кінофестиваль «Темні ночі»           | Найкращий режисер                        | Нурі Більге Джейлан                      | Перемога                                 |                                          |
| 2006                                     | Талліннський кінофестиваль «Темні ночі»           | Гран-прі                                 | Нурі Більге Джейлан                      | Номінація                                |                                          |
| 2007                                     | Міжнародний стамбульський кінофестиваль           | Найкращий турецький фільм року           | Нурі Більге Джейлан                      | Перемога                                 |                                          |
| 2007                                     | Міжнародний стамбульський кінофестиваль           | Національне змагання                     | Нурі Більге Джейлан                      | Перемога                                 |                                          |
| 2007                                     | Міжнародний стамбульський кінофестиваль           | Найкращий фільм                          | Нурі Більге Джейлан                      | Номінація                                |                                          |
| 2007                                     | Кінофестиваль «Туреччина - Німеччина» у Нюрнберзі | Найкращий фільм                          | Нурі Більге Джейлан                      | Номінація                                |                                          |
| 2007                                     | Skip City International D-Cinema Festival         | Гран-прі                                 | Нурі Більге Джейлан                      | Перемога                                 |                                          |